# Duchovní (křesťanství)

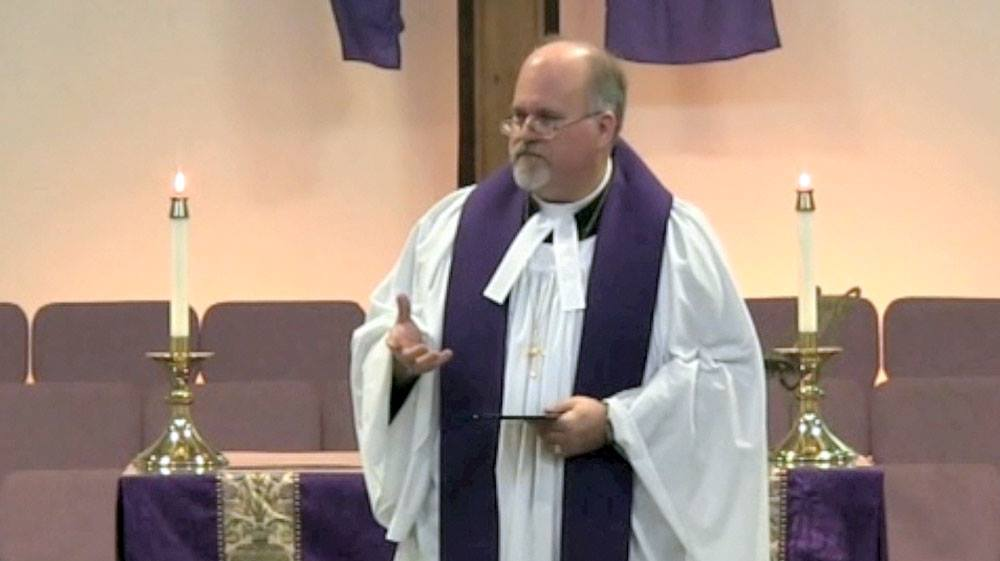
Metodistický duchovní v sutaně, se superpelicí a štolou, s kazatelskými stuhami připevněnými k límci

Duchovní (služebník) je v křesťanství věřící osoba pověřená církví nebo jinou náboženskou organizací vykonávat církevní funkce, jako je výuka víry, řada významných služeb, mezi něž patří svatby, křty nebo pohřby, nebo poskytovat duchovní vedení komunitě. 
V katolické, anglikánské, pravoslavné, luteránské a starobylé východní církvi je zdůrazněn pojem kněžství. V jiných křesťanských denominacích, jako jsou baptisté, kongregacionalisté, metodisté, presbyteriáni nebo reformované církve, se pojmem „duchovní“ zpravidla označuje vysvěcený duchovní, který vede sbor nebo se podílí na určité roli v paracírkevní službě. Taková osoba může sloužit jako starší (presbyter), farář, pastor, kazatel, biskup, kaplan nebo sborový starší apod.
Pokud jde o církevní denominace, mnoho duchovních se nazývá „reverend“. Někteří jiní však jako titul používají označení „pastor“ nebo „otec“.

## Vznik
Termín (duchovní či duchovenská) služba pochází z latinského minister („služebník“, „pomocník“), které je zase odvozeno od minus („menší, nižší“). Ve starořečtině je διάκονος, diákonos, používaný v Novém zákoně, překládán také jako služebník, a to ve významu „sloužící“.
Duchovní služba je služba, kterou věřící vykonává na základě konkrétního Božího povolání pro církev a misii. 
V listu Efezským, kapitola 4, verš 11 – Ef 4, 11 (Kral, ČEP), Pavel z Tarsu uvádí pět služeb: apoštol, prorok, evangelista, pastýř a učitel. V prvním listu Timoteovi – 1Tim 3, 1–13 (Kral, ČEP) specifikuje kvalifikaci pro tuto službu. Hlavními požadovanými ctnostmi jsou upřímnost, manželská věrnost, střídmost, střízlivost a pohostinnost.

## Aktuální použití

### Katolicismus
Další informace: Kněžství v katolické církvi
V katolicismu se duchovními služebníky označují příslušníci kléru, ať už se jedná o jáhna, kněze, biskupa, kardinála nebo papeže.

### Protestantismus
V protestantských církvích, a zejména v církvích reformovaných, se termínem duchovní služebník označují věřící povolaní k výkonu služby, tj. uznávané funkce ve službách místní nebo národní církve.
Pastorační služba totiž není jedinou církevní funkcí, která je považována za organicky nezbytnou pro církev a její poslání. V eklesiologii Martina Bucera a Jana Kalvína mají vedle pastorů své místo starší, doktoři a jáhni. Stručně řečeno, pastýři kážou, starší vedou, doktoři učí a jáhni pomáhají chudým. 
V některých protestantských křesťanských denominacích existuje služba biskupa, který dohlíží na skupinu pastorů.

### Evangelikální křesťanství
V evangelikálním křesťanství je služba určena každému znovuzrozenému věřícímu, který má povolání od Boha. Existují ustanovené služby pastora, diakona, vedoucího bohoslužeb (kantora) a evangelisty. Mohou se vyskytovat i další služby, například starší s funkcemi podobnými pastoračním. V některých společenstvích vede církev rada starších, přičemž je kladen velký důraz na kolegialitu. Pokud existuje pastor, je to pouze jeden z členů rady, bez vyšší autority. Služba biskupa s funkcí dohledu nad sbory v regionálním nebo celostátním měřítku je přítomna ve všech evangelikálních křesťanských denominacích, i když se pro tuto funkci používají převážně tituly předseda rady nebo generální dohlížitel. V některých denominacích se výslovně používá termín biskup. V některých církvích hnutí Novoapoštolské reformace je zastoupeno pět služeb, a to apoštol, prorok, evangelista, pastor a učitel.
Duchovní se vzdělávají na evangelickém teologickém institutu po dobu jednoho roku (certifikát) až čtyř let (bakalářské, magisterské studium) v oblasti evangelikální teologie. Duchovní mohou uzavírat manželství a mít děti. Pastor je obvykle vysvěcen při obřadu zvaném pastorační svěcení.

### Duchovní služby žen
Některé evangelikální křesťanské denominace oficiálně povolují pastorační službu žen v církvích. První baptistkou, která byla vysvěcena na pastorku, byla Američanka Clarissa Danforthová v denominaci Free Will Baptist v roce 1815. Následně došlo v různých denominacích i k dalším svěcením žen na pastorky. V roce 1882 v amerických baptistických církvích USA, v Assemblies of God, USA, v roce 1927, v roce 1965 v National Baptist Convention, USA, v roce 1969 v Progressive National Baptist Convention a v roce 1975 ve Foursquare Church.